# 普洛埃扎勒
普洛埃扎勒（法語：Ploëzal，法語發音：[plɔezal]）是法国阿摩尔滨海省的一个市镇，位于该省西北部，属于甘冈区和甘冈城市圈。

## 地理
普洛埃扎勒（48°42'59"N, 3°12'10"W）面积26.24 平方千米，位于法国布列塔尼大區阿摩尔滨海省，该省份为法国西北部沿海省份，位于布列塔尼半岛北部，北濒大西洋英吉利海峡，西接菲尼斯泰尔省，南至莫尔比昂省，东临伊勒-维莱讷省。
与普洛埃扎勒接壤的市镇（或旧市镇、城区）包括：普勒达涅勒、普卢埃克迪特里约、蓬特里约、吕南、拉罗什若迪。

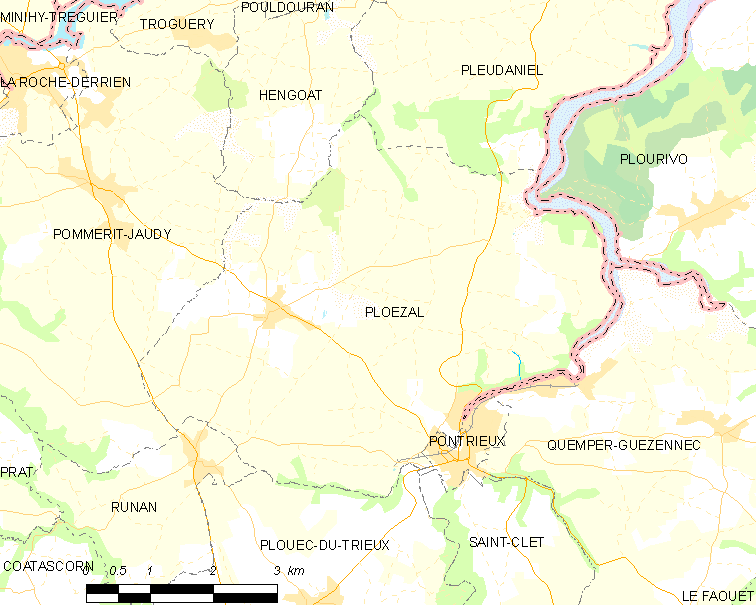
普洛埃扎勒的OSM定位图

普洛埃扎勒的时区为UTC+01:00、UTC+02:00（夏令时）。

## 行政
普洛埃扎勒的邮政编码为22260，INSEE市镇编码为22204。

## 政治
普洛埃扎勒所属的省级选区为贝加尔县。

## 人口

1962-2008年间普洛埃扎勒人口变化图示

普洛埃扎勒于2022年1月1日时的人口数量为1227人。